# Верхній Ніл
Верхній Ніл (араб. أعالي النيل) — колишній штат Південного Судану. Першим губернатором в епоху незалежності Південного Судану був Саймон Кун Пуоч. Назва штату походить від річки Білий Ніл, що тече через нього. Штат має площу 77 773 км ². Столицею Верхнього Нілу є місто Малакаль. Місто Кодок, відоме як місце дії Фашодського інциденту (1896), яким закінчилась «сутичка за Африку» між Британією і Францією, знаходиться тут.
Серед основних населених пунктів є міста Гейгера і Ренк. Основним видом економічної діяльності держави є нафта. Є кілька нафтових родовищ і трубопроводів, що йдуть в Судан. Сільське господарство має особливе значення для північного сходу. Як і в інших штатах Південного Судану, соціальні показники тут є дуже низькими: за оцінками, менше 5 % населення мають доступ до води та санітарії, а також доступ до освіти. Бідність в штаті, за різними оцінками, становить від 30 до 40 %. Високий показник дитячої смертності — 70-90 ‰.
Головними річками штату є Білий Ніл і Собат.
Основні етнічні групи у Верхньому Нілі — дінка, шіллук, ануак і нуер.

## Історія
З 1919 по 1976 рік Верхній Ніл був лише провінцією англо-єгипетського Судану, потім — провінцією незалежної Республіки Судан, і включав територію сучасних штатів Верхньій Ніл, Джонглей та Ель-Вахда. У 1976 році від провінції відділилась територія Джонглею, що повернулась у 1991 році. У тому ж 1991 році провінція була перетворена на штат. 14 лютого 1994 року сформувалась сучасна територія штату (Ель-Вахда і Джонглей стали окремими штатами). Верхній Ніл вийшов зі складу Судану в складі Республіки Південний Судан 9 липня 2011 року.